# Matthew Denny
Matt Denny (né le 2 juin 1996 à Toowoomba) est un athlète australien, spécialiste du lancer du disque et de marteau.

## Biographie
En mars 2015, il devient le plus jeune Australien à avoir remporté le titre national lors des 93es championnats d'Australie, avec un lancer du marteau à 69,15 m.
Au disque, il se classe 6e des championnats du monde 2019 à Doha avec 65,43 m, record personnel.
En 2021 il échoue au pied du podium des Jeux olympiques, avec un lancer à 67,02 m, record personnel battu. En 2022 il est vainqueur aux Jeux du Commonwealth avec 67,26 m.
En 2023 il finit 4e aux championnats du monde en battant le record d'Australie de Benn Harradine de 4 cm. Il est le vainqueur de la Ligue de diamant au meeting Prefontaine Classic d'Eugene grâce à un lancer à 68,43 m.
En avril 2024, Matthew Denny est pour la 7e fois champion d'Australie au disque, portant son record à 69,35 m.
Le 13 septembre 2024, lors de la 48e édition du Mémorial Van Damme, au stade Roi Baudouin à Bruxelles, il lance son disque à 69m96 dès son premier essai pour s'offrir un nouveau record d'Australie.

## Palmarès
| Date | Compétition                    | Lieu             | Résultat | Épreuve | Marque  |
| ---- | ------------------------------ | ---------------- | -------- | ------- | ------- |
| 2013 | Championnats du monde jeunesse | Donetsk          | 1er      | Disque  | 67,54 m |
| 2013 | Championnats du monde jeunesse | Donetsk          | 3e       | Marteau | 78,67 m |
| 2014 | Championnats du monde juniors  | Eugene           | 4e       | Disque  | 62,73 m |
| 2015 | Universiade                    | Gwangju          | 2e       | Disque  | 62,58 m |
| 2018 | Jeux du Commonwealth           | Gold Coast       | 2e       | Marteau | 74,88 m |
| 2018 | Coupe continentale             | Ostrava          | 4e       | Disque  | 63,99 m |
| 2019 | Universiade                    | Naples           | 1er      | Disque  | 65,27 m |
| 2019 | Championnats du monde          | Doha             | 6e       | Disque  | 65,43 m |
| 2021 | Jeux olympiques                | Tokyo            | 4e       | Disque  | 67,02 m |
| 2022 | Championnats du monde          | Eugene           | 6e       | Disque  | 66,47 m |
| 2022 | Jeux du Commonwealth           | Birmingham       | 1er      | Disque  | 67,26 m |
| 2023 | Championnats du monde          | Budapest         | 4e       | Disque  | 68,24 m |
| 2023 | Ligue de diamant               | Ligue de diamant | 1er      | Disque  | 68,43 m |
| 2024 | Jeux olympiques                | Paris            | 3e       | Disque  | 69,31 m |

### National
- 7 titres au disque : 2016, 2018, 2019, 2021-2024
- 4 titres au marteau : 2015-2018

## Records
| Épreuve           | Marque       | Lieu       | Date          |
| ----------------- | ------------ | ---------- | ------------- |
| Lancer du disque  | 74,78 m (NR) | Ramona     | 13 avril 2025 |
| Lancer du marteau | 74,88 m      | Gold Coast | 8 avril 2018  |